# Otto-Henning Nebe
Otto-Henning Nebe  (* 13. Mai 1908 in Posen; † 2. September 1941 in Jarzewo bei Smolensk) war ein deutscher evangelischer Theologe.

## Leben
Otto Henning Nebe (Otto-Henning Heinrich Friedrich Nebe) wurde am 13. Mai 1908 als Sohn des Landrats Dr. jur. Hans Nebe (eigentlich: Johannes Friedrich Hermann Arnold Nebe geb. 5. Januar 1872 in Roßleben) und seiner Frau Elfriede Nebe (geb. Sauer am 3. März 1878 in Chemnitz) in Posen geboren. Bis 1919 besuchte er das Friedrich-Wilhelms-Gymnasium in Posen, sein Abitur legte er 1926 am Staatlichen Gymnasium in Meseritz (Grenzmark) ab.
Während seiner Schulzeit betätigte sich Nebe in jugendbewegten Kreisen und ab 1923 innerhalb der Schwarzen Reichswehr. Nach dem Abitur war er Landesführer Ostmark des Großdeutschen Jugendbundes und des Großdeutschen Ringes. Ab 1926 studierte er Theologie, Philosophie und Soziologie in Berlin, Königsberg und Breslau. In Königsberg engagierte er sich in der Großdeutschen Gilde Hermann Balk welche sich mit der ebenfalls ortsansässigen jugendbewegt reformierten Hochschulgilde Skuld zusammenschloß.
1930 absolvierte Nebe sein 1. Theologisches Examen sowie sein Lizenziat. Ein Jahr später folgte sein 2. Examen und 1933 seine Ordination und Berufung auf die Pfarrstelle in Wirrwitz bei Breslau. Seit 1930 veröffentlichte er zahlreiche theologische Schriften. Im Jahr 1933 reichte Nebe zudem seine philosophische Dissertation zum Thema „Autonomie und Theonomie bei Fichte“ ein.
Nebe wurde seitens des Schlesischen Provinzialbruderrates der Bekennenden Kirche aufgefordert, sich der Berufung ins schlesische Prüfungsamt zu verweigern. Stattdessen schlug der Bruderrat die Gründung eines eigenen Prüfungsamtes unter der Leitung von Bischoff Zänker und im Einvernehmen der Bekennenden Kirche vor. Für dieses Prüfungsamt wurde Nebe seitens des Bruderrates vorgeschlagen.
Am 16. September 1936 heiratete er Maritta Freiin von Reibnitz (geb. 7. Januar 1915 in Potsdam, gest. 21. März 1999 in München). Aus dieser Ehe gingen zwei Söhne hervor. Am 2. September 1941 fiel Nebe zum Ende der Kesselschlacht bei Smolensk als Leutnant bei Jarzewo.

## Publikationen
- Sozialethik und Strafrecht. Noske, Leipzig 1930 (Dissertation an der Evangelisch-Theologischen Fakultät der Universität Breslau)
- Gestaltwandel der Mystik. Bertelsmann, Gütersloh 1932
- Wirklichkeit als Gefährdung. Eine Studie zu einer Gesellschaftslehre der Krise. Furche-Verlag, Berlin 1933
- Autonomie und Theonomie bei Fichte. Berlin 1933 (Philosophische Dissertation, Breslau)
- Der „christliche“ Bürger. Korn, Breslau 1934
- Reine Lehre. Zur Theologie des Nikolaus von Amsdorf, Vandenhoeck & Ruprecht, Göttingen 1935
- Die Ehre als theologisches Problem. Furche-Verlag, Berlin 1936 (Theologische Habilitationsschrift, Erlangen)
- Kämpfende Theologie. Deichert, Leipzig 1937
- Bürger oder Soldaten? Eine notwendige Besinnung auf die brennendste Lebensfrage. Furche-Verlag, Berlin 1938
- Deus Spiritus Sanctus: Untersuchgen zur Lehre vom Heiligen Geist (= Beiträge zur Förderung christlicher Theologie; Bd. 40, H. 5). Bertelsmann, Gütersloh 1939